# Keita Watanabe
Keita Watanabe (jap. 渡邊啓太 Watanabe Keita; ur. 25 marca 1992 w Kawagoe) – japoński łyżwiarz szybki, specjalizujący się w short tracku, medalista mistrzostw świata, reprezentant Japonii na zimowych igrzyskach olimpijskich w Pjongczangu.